# Об'єднане князівство Волощини та Молдови

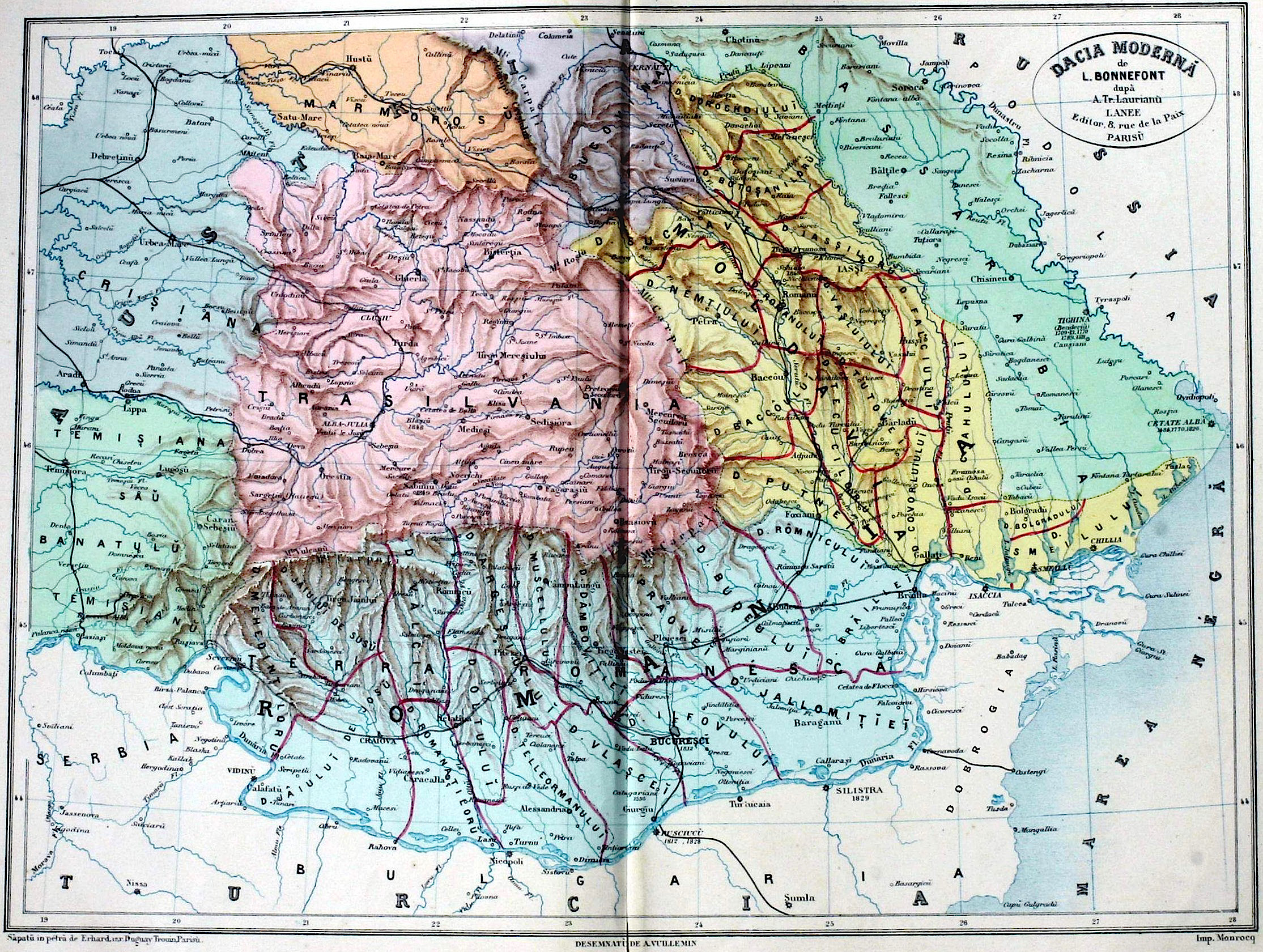
Об'єднані князівств у 1868 році (жовтим і блакитним кольором)

Об'єднане князівство Волощини та Молдови (рум. Principatele Unite ale Moldovei și Țării Românești) — державне утворення, що виникло в 1859 році через об'єднання Дунайських князівств після коронації Александру Йоан Куза в Молдавському й Волоському князівствах. Було васальною державою Османської імперії.
У 1878 році, під час російсько-турецької війни, держава проголосила незалежність. У 1881 році, після коронації Кароля I, на території держави виникло Румунське королівство.

## Терени й людність

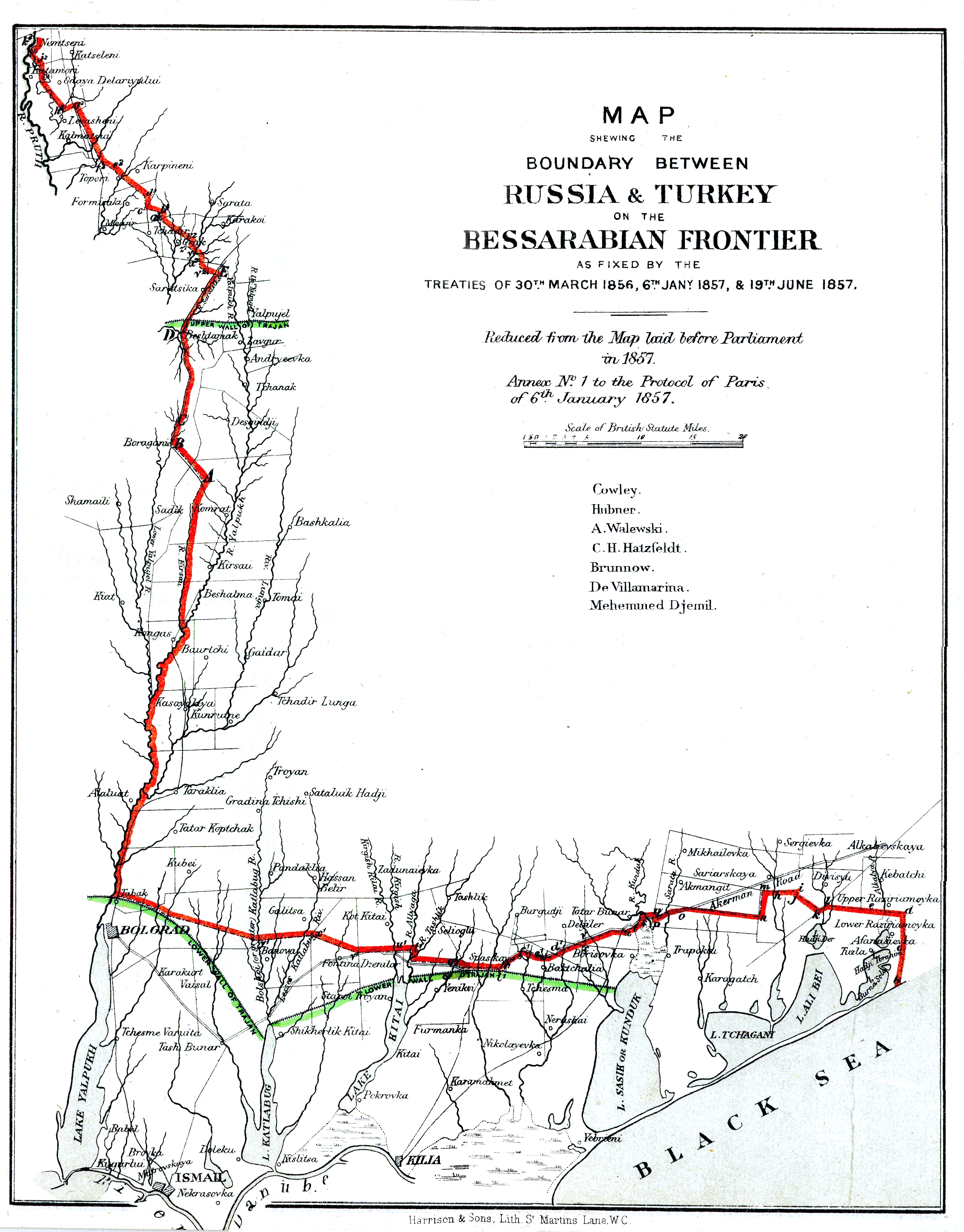
Вузька ділянка землі біля Чорного моря, що належала Об'єднаному князівству Валахії і Молдови з 1859 по 1877 рік

Східна межа князівства пролягала по річці Прут, а на півдні проходила по лінії Болград — Кагул — озеро Сасик — Чорне море. Одночасно внутрішня адміністративна межа з Османською імперією проходила по річці Дунай на півдні. Таким чином, князівство мало вузьку смугу землі між Дунаєм та кордоном з Росією, що простягалася від міст Галац і Бреїла до Чорного моря. На півдні адміністративний кордон з Османською імперією проходив строго по річці Дунай. У Банаті румунський кордон повертав на північний захід, де стикався з Трансильванією. Далі він прямував вершинами Карпатських гір, спочатку повертаючи на схід, а потім на північ. У районі Буковини румунсько-австрійська межа йшла на схід до верхів'я річки Прут.
За час існування Об'єднаного князівства румунський кордон один раз змінювався. Це сталося після Російсько-турецької війни 1877—1878 років, коли від Османської імперії була отримана Північна Добруджа, а Російській імперії було передано Буджак. Тепер румунський кордон з Російською імперією на південному сході проходив по Кілійському гирлу дельти Дунаю до Чорного моря. З Болгарією нова межа пролягала від річки Дунай по прямій лінії до моря. Об'єднане князівство мало зовнішні кордони з Австро-Угорщиною на заході, північному заході й півночі, а також з Російською імперією на сході. На південному сході воно омивалося Чорним морем. До 1877, князівство мало загальний внутрішній кордон з Османською імперією, з 1877 воно стало незалежним князівством, а на півдні було створено Болгарське царство.

### Адміністративно-територіальний поділ
Об'єднане князівство Волощини і Молдови мало поділ на жудці. Такий поділ історично склався ще в XV столітті. У XIX столітті склалася система адміністративно-територіального поділу Румунії, що використовується й зараз. Саме князівство з 1859 до 1861 поділялося на дві складові частини: Молдову й Волощину, що в свою чергу ділилися на повіти. У 1861 році князівства остаточно об'єдналися. У складі Об'єднаного князівства адміністративним центром Молдови було місто Ясси, а Волощини — Бухарест.

### Демографія
Загальна чисельність населення Об'єднаного князівства в 1861 становила 3 900 000 осіб, у 1870 — 4 300 000 осіб, у 1880 — 4 500 000 осіб. З них у Бухаресті мешкало 121 734 осіб, а в Яссах — 65 754. Таким чином, з моменту об'єднання Дунайських князівств до проголошення королівства Румунія людність держави зросла на 600 000 осіб.

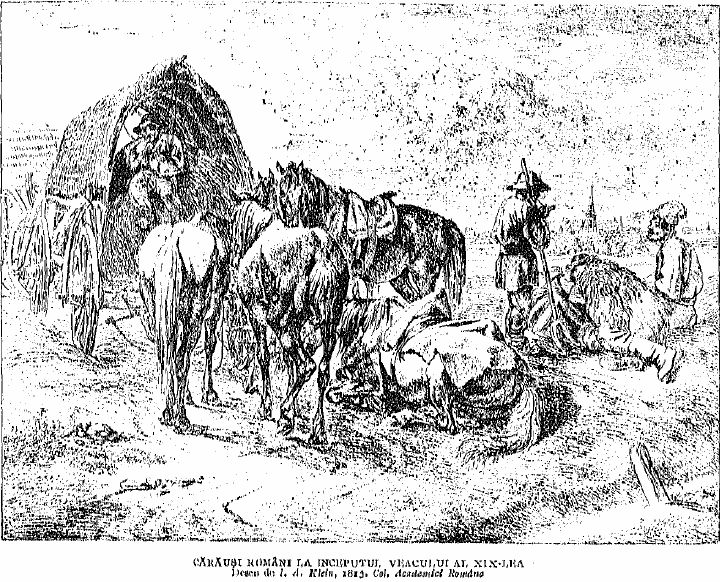
Румунські селяни в кінці XIX століття

 Основу населення становили румуни. Також в Об'єднаному князівстві проживали такі національності, як болгари (на північному березі Дунаю), угорці (на кордоні з Австро-Угорщиною) і секеї, липовани (в дельті Дунаю), серби (на західному кордоні країни), євреї тощо. У 1866 р. на території Об'єднаного князівства 94,9 % населення належали до Румунської православної церкви, 3 % сповідували юдаїзм , 1 % належало до Румунської католицької церкви , 0,7 % були протестантами , 0,2 % належали до Вірменської апостольської церкви, ще 0,2 % — до Вірменської католицької, і незначна кількість населення (1300 осіб) були мусульманами. У Південній Бессарабії проживали липовани-старообрядці, які переселилися сюди наприкінці XVII століття.

## Політична історія

### Передісторія
З моменту утворення Молдавського та Валоського князівств, ці дві держави мали тісні культурні та економічні зв'язки. Так, у Середні століття князівства іноді називали єдиною назвою, наприклад, Молдову називали «Малою Валахією». Пізніше князівства отримали назву «Дунайські», через те що обидва розташовувалися на річці Дунай. У 1600 разом з Трансильванією були об'єднані волоським господарем Михаєм Хоробрим в єдину державу, яка в тому ж році і розпалася.
Молдавське князівство потрапило в залежність від Османської імперії пізніше Волощини. У складі Туреччини обидві держави мали однаковий статус васалів імперії. У ході російсько-турецької війни 1828—1829 років Дунайські князівства добилися автономії у складі Османської імперії. Після війни перебували під російським протекторатом. Управління князівствами було покладено на Павла Дмитровича Кисельова, при якому в державах були проведені великі реформи. У 1830-х роках почалося формування румунської нації. Жителі Дунайських князівств, які за роки правління Кисельова сильно зблизилися один з одним, стали ідентифікувати себе назвою «румуни», а не «волохи», «молдовани», «банатці» тощо. Тоді ж почалося формування сучасної румунської мови та єдиної румунської культури.
У 1834 році Кисельова усунено від керування князівствами. Замість нього до Волощини турецьким султаном був призначений Олександр II Гика, а господарем Молдовського князівства став Михайло Стурдза. При цих двох господарях Дунайські князівства охопила всебічна соціальна, політична і економічна криза. В обох князівствах почалася боротьба за владу між господарями і боярською опозицією, які намагалися взяти всю повноту влади в свої руки. Інтереси населення не враховувалися, часом йому завдавати шкоду від політичних суперечок. У такій ситуації в 1840-х роках в країнах почали формуватися таємні молодіжні товариства, які ставили перед собою мету змінити в країнах влада. Іноді в програми організацій вносився пункт про об'єднання Дунайських князівств в єдину державу. У 1848 році, після початку лютневої революції у Франції, почалися народні хвилювання у Волощині та Молдаві.
У березні молдовськими революціонерами була зроблена спроба зробити революцію в Молдовському князівстві, але вона провалилася. Виступи обмежилися спорудою барикад перед готелем «Петербург» в Яссах і переділом панських земель селянами. Влада, як і раніше залишалася в руках Стурдз. Більший розмах набули народні виступи у Волощині. Там революціонерам вдалося безкровно взяти владу в свої руки, скликати органи державного управління і почати проведення реформ. Двічі боярська опозиція робила спроби державного перевороту, які провалилися. Реформи, що проводилися новою владою, теж не вдалися. Після піврічної анархії в князівство були введені російські й турецькі війська, які штурмом взяли Бухарест і придушили революцію. Варто відзначити, що волоські революціонери збиралися об'єднати Дунайські князівства в єдину державу, але на перший план виносилося проведення демократичних реформ.
У 1848—1859 р.р. в князівствах встановилася реакція. Попри це, турецькі власті пішли на поступки, дозволивши проведення найважливіших реформ. Румунська інтелігенція, яка брала участь у революції, бігла за кордон. Там вони поставили перед собою нову мету: об'єднати князівства.

### Об'єднання князівств

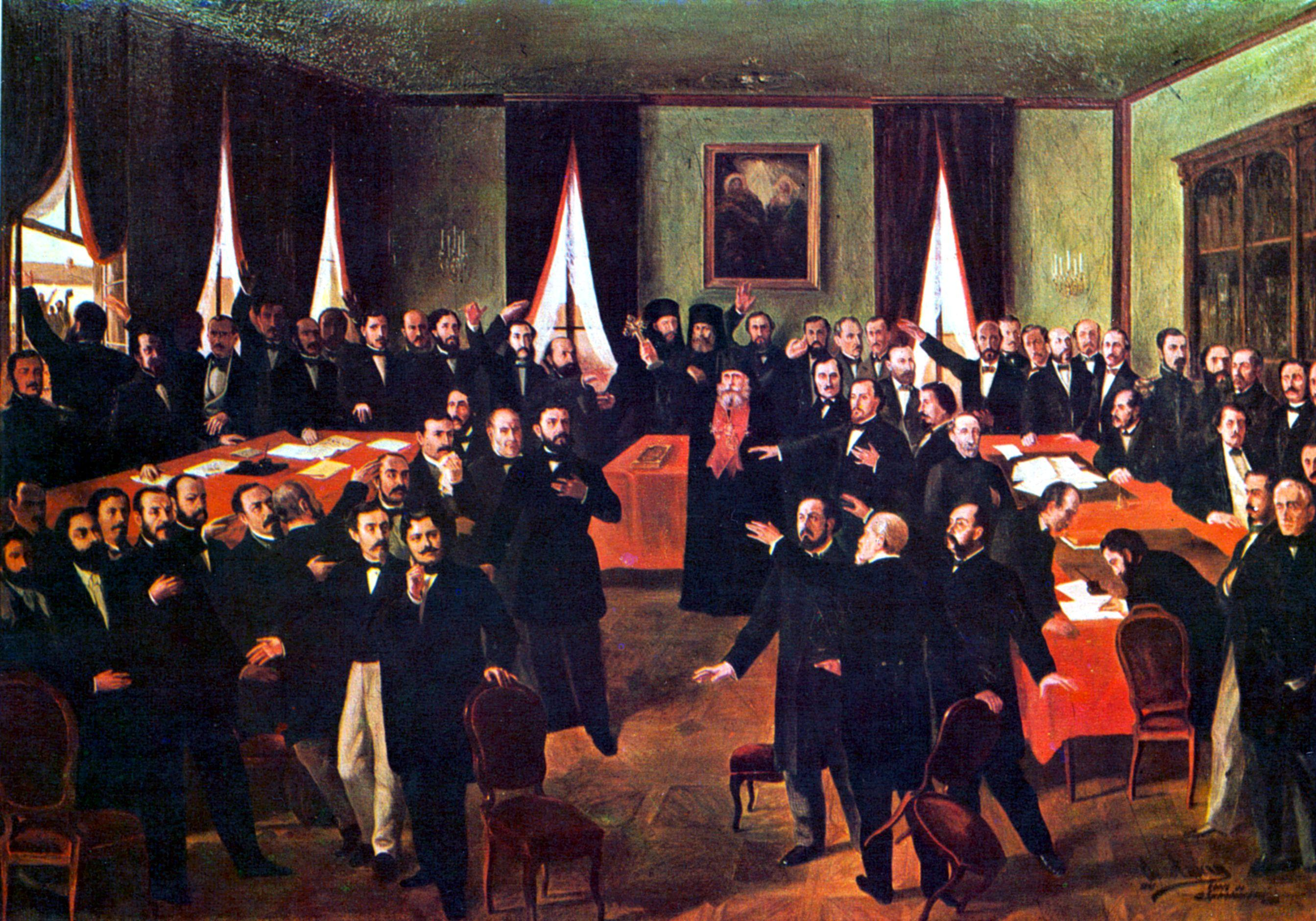
Проголошення об'єднання Молдовського князівства та Валахії

Після поразки Російської імперії у Кримській війні міста 
Рені, Болград та Ізмаїл були повернуті Молдавському князівству.
Крім цього, розроблявся проєкт об'єднання Дунайських князівств під егідою західних великих держав. Планувалося створити єдину державу, відокремивши Волощину і Молдову від Османської імперії. Перші кроки до об'єднання князівств були зроблені в 1858 р. у Франції. Обом князівствам було дозволено мати загальний верховний суд, армію, спеціальний комітет для введення нових законів, єдині монетну, поштову і митну системи. Проте господарі і представницькі збори (парламенти) у кожному князівстві залишалися різні. Пізніше для обох князівств планувалося знайти єдиного господаря, лояльного до Великої Британії і Франції.
Проте перш ніж великі держави знайшли нового монарха, в 1859 році спочатку в Молдовському князівстві, а потім у Волощині пройшли вибори господаря. Їм було обрано одну і ту ж людину — Александру Йоан Куза, що суперечило французької і британської політиці. Вибори господаря в обох князівствах супроводжувалися масовими заворушеннями і селянськими повстаннями. У Волощині під час засідання представницького зібрання, на якому голосуванням обирався монарх, жителі Бухареста оточили будівлю парламенту з вимогами обрати того ж господаря, що і в Молдові.
Вибори господаря у Волощині та Молдові викликали різкий протест по всій Європі — Османська імперія, Велика Британія, Франція і Австро-Угорщина відмовилися визнавати вибори легітимними. Туреччина почала готуватися до війни проти Дунайських князівств, на південний берег Дунаю і в Добруджу стягувалися війська. Туреччину підтримала Австро-Угорщина, яка теж почала висунення військ у Трансильванію. Франція і Російська імперія висловили протест цим двом державам, закликавши припинити маневри військ біля кордонів Дунайських князівств. У такій ситуації Османська імперія і Австро-Угорщина змушені були припинити підготовку до війни. Одночасно до війни готувалася і новостворена держава, яка готувалася проголосити незалежність від Османської імперії. Війська Об'єднаного князівства стягувалися до кордону з Сербією. Сербські і чорногорські дипломати вели в Бухаресті консультації про можливість спільних військових дій проти Туреччини.
Напружена ситуація в князівствах зберігалася протягом двох років. Нова держава — Об'єднане князівство Валахії і Молдови — в наступні роки було визнана васалом Османської імперії низкою держав. У 1861 році Османська імперія визнала існування на її території нового суб'єкта — Румунії. З 1861 по 1877 р.р. Об'єднане князівство було васалом Османської імперії.
У 1862 році Сербія почала приготування до війни з Туреччиною. Вона купила у Російської імперії велику кількість зброї. Об'єднане князівство на чолі з Александру Кузою надало свою територію для перевезення зброї до Сербії. Проте нелегальний перевіз зброї через васальну державу Османської імперії був помічений турецьким урядом. Турецький султан зажадав передати зброю Османській імперії, знову спрямувавши до Дунаю 3000 кавалеристів. Вибухнув міжнародний дипломатичний скандал. Попри це, Куза не пішов на поступки туркам. Зброя була доставлена у Сербію, а Об'єднане князівство значно зміцнило свої позиції на міжнародній арені.

### Правління Олександру Кузи

#### Політична криза 1861—1864 років

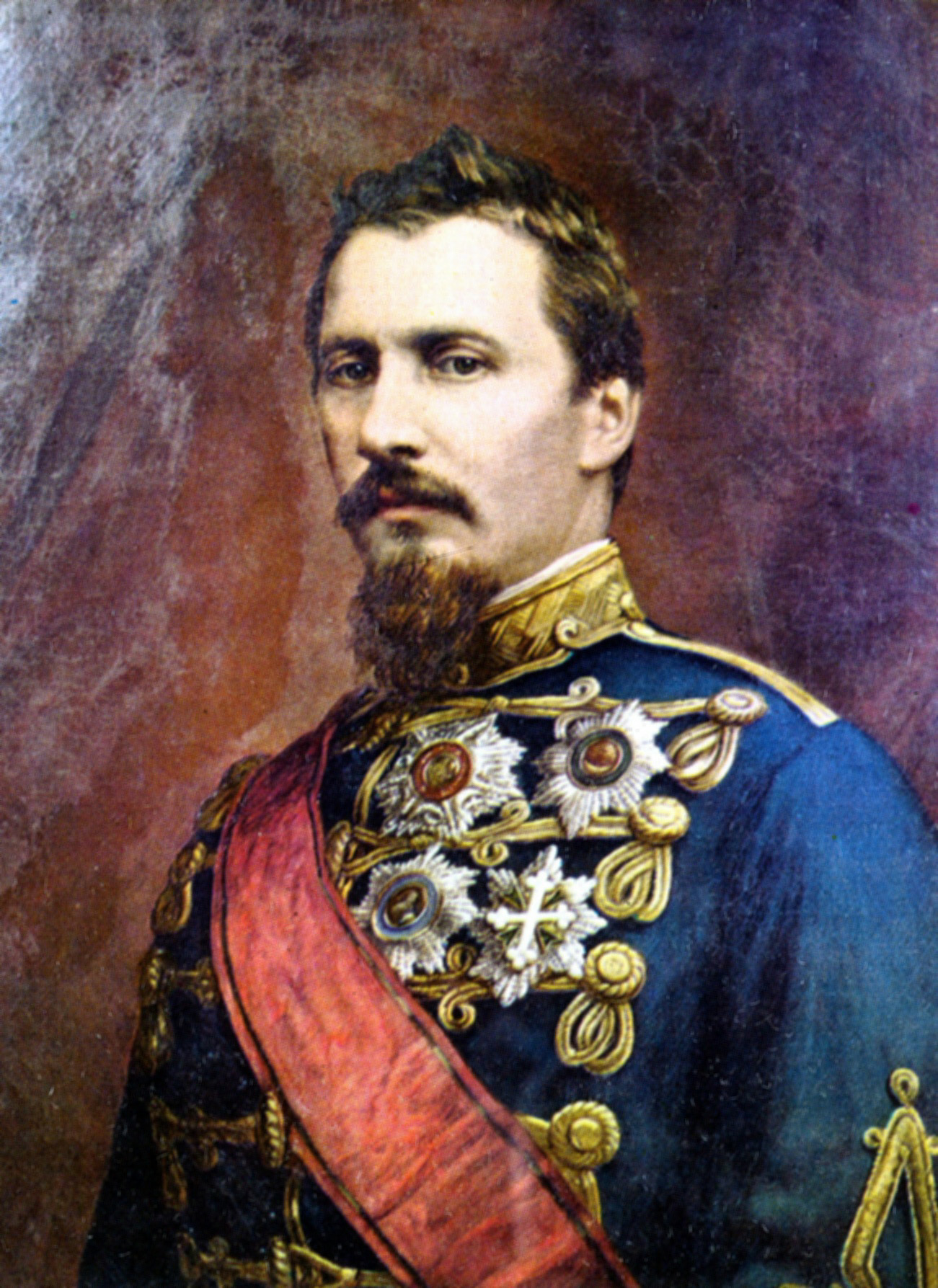
Куза до 1866 р.

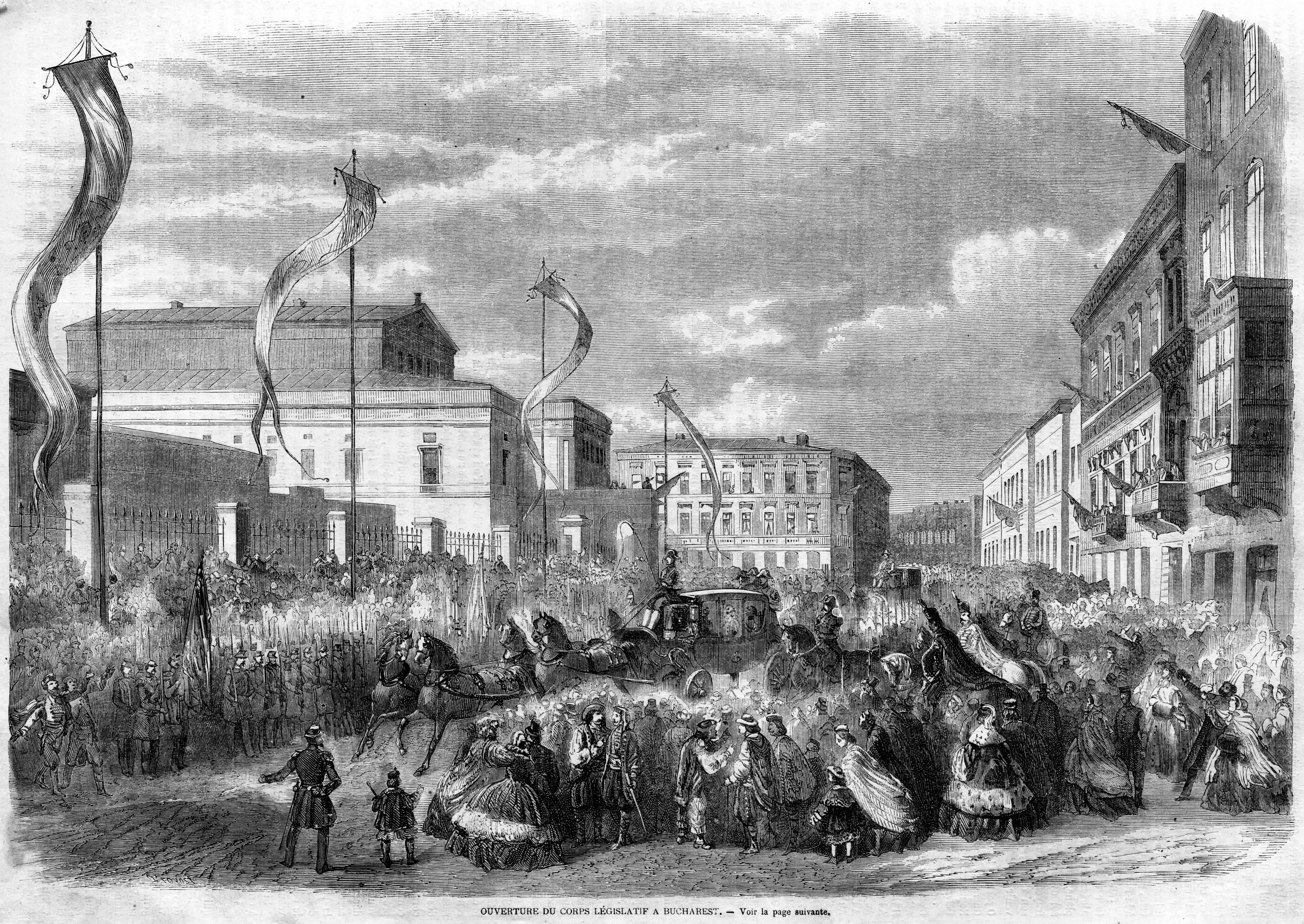
Александру Куза проїжджає по Бухаресту

Після об'єднання Дунайських князівств у них одразу загострилися внутрішні проблеми. У державі почалося протистояння домнітора Іоана Кузи і землевласницької опозиції через реформи, які почав проводити глава держави. Землевласницька опозиція була незадоволена спробою домнітора звільнити селян від кріпацької залежності і наділити землею, її підтримала частина великої буржуазії. Їх очолив Іон Бретіану. Інша частина буржуазії і зароджуючуєся підприємництво були зацікавлені у звільненні селян, тому підтримали реформи Кузи. Їх очолив перший міністр князівства Михаїй Коґелнічану. Таким чином, румунська буржуазія, землевласники і влада розкололися на дві частини — реформаторів і консерваторів.
В роки об'єднання князівств (1859—1861р.р.) в країні відбувалися селянські повстання. Після визнання європейськими державами Кузи господарем обох князівств почалася криза кріпацтва, який призвів до масовіших повстань селян. У жудеці Бузеу повсталі селяни створили збройні формування, якими командував Ніца Малайреу. Повсталі направилися до столиці Волощини Бухаресту, намагаючись по дорозі залучити в свої формування місцевих селян. Вони вимагали від влади скасування кріпацтва і роздачі їм земель.
Під тиском селян парламент князівства схвалив у 1863 проєкт закону про секуляризацію монастирських земель. На той час у країні 1/5 частину всієї землі належала монастирям. Бояри і великі землевласники підтримали цей законопроєкт, оскільки сподівалися за його рахунок відвернути селян від боротьби проти панівних класів. У 1864 році в румунському парламенті почалося обговорення нового земельного закону. Передбачалося провести велику аграрну реформу на зразок скасування кріпацтва в Російській імперії. Олександру Куза зі своїми прихильниками збирався скасувати панщину і наділити частину селянства власними земельними ділянками. За отриману ділянку (в середньому 5,7 га на сім'ю) селяни повинні були виплачувати протягом 15 років викуп державі.

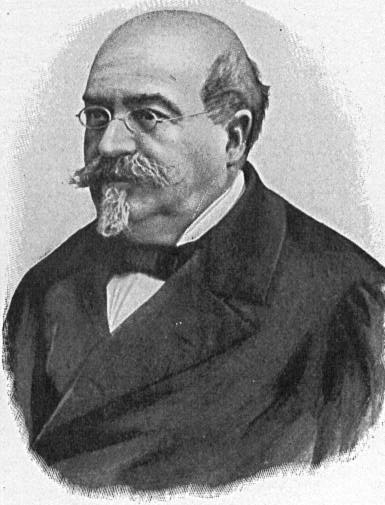
Михаїл Коґелнічану, голова уряду Об'єднаного князівства (1863-1865)

Ця реформа не сподобалася Національним зборам Об'єднаного князівства, які майже повністю складалося з великих землевласників і поміщиків. Національна рада негайно відкинула законопроєкт. Частина опозиційних Кузе поміщиків стала вимагати введення в державу турецьких військ для «відновлення порядку». У такій ситуації 14 травня 1864 року Куза розпустив парламент і призначив референдум, на якому було поставлено питання про зниження майнового і вікового цензу. На референдумі було ухвалено, що обирати Національні збори мають право громадяни віком не менше 21 року і які виплачують не менше 48 леїв податку. Це дозволило прихильникам домнітора отримати за підтримки селян у Національних зборах II скликання більшість голосів. Це дозволило Кузе контролювати все князівство.
У Європі це було сприйнято як державний переворот. Франція підтримала новий уряд, але Російська імперія, Велика Британія і Пруссія використовували зміну влади в країні як привід для втручання в її внутрішні справи. Кузе звинуватили в порушенні статусу князівства, наданого йому в 1858 на Паризькій конференції . Для того, щоб залагодити конфлікт, домнітор змушений був поїхати до Стамбулу, де 28 липня був затверджений новий статус князівства. Також Об'єднаному князівства було дозволено самому вирішувати свої внутрішні справи, що було серйозним кроком до створення незалежної держави.

#### Реформи
Олександру Куза почав проведення реформ ще у 1859 році, коли зайняв престоли обох князівств. У першу чергу він скликав єдині для обох князівств Національні збори, поклавши на нього обов'язки Адунаря Обштяске (представницьких зборів), які існували окремо в кожному князівстві.
Решта реформ були спрямовані на поліпшення становища селянства (для уникнення масових селянських повстань, які відбувалися всі частіше), на збільшення темпів розвитку капіталістичних підприємств і на зміцнення влади монарха. Спроба провести в 1862 році першу аграрну реформу майже була зірвана боярами і поміщиками, тому втілилася в життя частково. У 1864 році була проведена друга аграрна реформа. Для того, щоб провести її через Національні збори (парламент), довелося розпустити його і провести виборчу реформу. У підсумку велика частина селянства була звільнена від повинностей перед поміщиком. Звільненому селянству роздали землю (від 2 до 7 гектарів на сім'ю). У результаті виборчої реформи, проведеної для реалізації цієї аграрної реформи, значно знизився майновий і віковий ценз для виборців. Право обирати парламент належало чоловікам старше 21 років, які виплачували податок не менше 48 лей. Одночасно була розроблена конституція країни 1864 року, яка діяла до 1866 року.
Для того, щоб не дратувати бояр і задовольнити потреби селян, Куза в 1863 році, між першою і другою аграрними реформами, провів секуляризацію монастирських земель. Монастирям була виплачена компенсація сумою 81 млн лей. З цієї суми були віднята заборгованість церкви перед державою — 31 млн лей. Через те що частина монастирських володінь перебувала в Греції, це викликало міжнародний скандал. У 1864 році в Стамбулі були проведені переговори про компенсаційні виплати Об'єднаного князівства Греції. У результаті переговорів князівство зберегло за собою всі колишні монастирські землі без додаткових виплат.
Одночасно були прийняті цивільний і карний кодекси, закон про шкільну освіту, введений в обіг лей, а також проведена реорганізація системи управління країною. Реформування країни зустріло опір з боку Туреччини, яка не хотіла ширшої автономізації князівства.

#### «Жахлива коаліція» і палацовий переворот

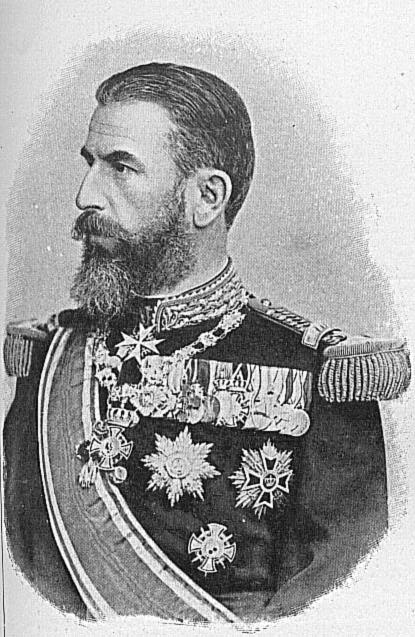
Кароль I, домнітор Об'єднаного князівства Валахії і Молдови, з 1881 року — король Румунії

Виборча реформа дозволила домнітору залучити до виборів не тільки буржуазію і верхівку середнього класу, але і селян з робітниками. Селяни обрали більш лояльний до реформ парламент. У Національних зборах II скликання аграрна реформа і скасування кріпацтва були швидко схвалені, а також була введена нова конституція. Олександру Куза отримав повний контроль над Об'єднаним князівством і провів низку реформ, які не сподобалися поміщикам, буржуазії і великим землевласникам. Верхні верстви населення об'єдналися в коаліцію, спрямовану проти існуючої влади, яка отримала в народі назву «жахливої коаліції». Коаліцію очолив Іон Бретіану, який вважав, що запорукою безпеки держави може послужити тільки іноземний монарх. Західні великі держави — Німеччина, Франція і Велика Британія — теж не були задоволені зовнішньою політикою Олександра Кузи. Вони хотіли повністю підпорядкувати собі Об'єднане князівство, тим самим послабивши турецький вплив у регіоні.
На початку 1866 року «Жахлива коаліція» на чолі з Іоном Бретіану перейшла до силових дій. У ніч з 1 на 2 лютого група опозиційно налаштованих офіцерів ввірвалася в спальню Олександра Кузи. Монарх змушений був зректися престолу і в короткий термін покинути державу. Місце домнітора стало вакантним. Навесні князівство було без монарха, виконуючим його обов'язки стала спеціальна державна комісія. Тим часом у Європі обговорювалася доля ослаблених князівств. Франція хотіла призначити на пост домнітора лояльного до себе монарха, Туреччина збиралася повністю підпорядкувати цю державу собі, а в Італії обговорювалося питання про передачу Об'єднаного князівства Австро-Угорщини в обмін на Венецію. Остання пропозиція була відкинута австрійцями з формулюванням «австрійська тура і без того перевантажена чужоземними національностями, щоб додавати ще молдован і волохів».
Тим часом Іон Бретіану і його прихильники почали пошук відповідного монарха. Спочатку румунський престол був запропонований фламандському графу Філіпу, який був сином короля Бельгії Леопольда I, але той відмовився. Вдруге престол був запропонований Карлу Гогенцоллерн-Зігмаргену, представнику швабської гілки Гогенцоллернів.
Карл звернувся за порадою до прусського прем'єр-міністра Отто фон Бісмарка, який порадив йому зайняти вакантний престол. Це було вигідно Німеччині, яка могла отримати союзника на південних кордонах Австрії. Навесні 1866 року Карл таємно під виглядом купецького прикажчика Лемана прибув через Австро-Угорщину до румунського кордону. Це пояснювалося тим, що Австро-Угорщина не була зацікавлена у зміцненні німецького впливу біля її південних кордонів. На румунсько-австрійському кордоні «Жахлива коаліція» надала йому екіпаж, на якому він вже легітимно перетнув Об'єднане князівство. 10 травня того ж року він увійшов до Бухаресту, де безперешкодно зайняв престол. В Об'єднаному князівстві він став відомий як Кароль I.
Відразу після складення присяги Каролем I Туреччина почала стягувати двадцятитисячне армію до кордону з Об'єднаним князівством. Після того, як Велика Британія, Росія, Франція і Австрія засудили Туреччину за спробу окупувати князівство, османський султан відмовився від ідеї інтервенції в Об'єднане князівство. Восени 1866 року в Стамбулі почалися переговори між Об'єднаним князівством і Османською імперією, в результаті яких князівству надано статус «привілейованої провінції і складової частини Османської імперії». Армія князівства була обмежена 30 000 чоловік, на румунських грошах повинен був бути символ Османської імперії, домнітор не мав права засновувати державні нагороди та укладати договори з іншими державами. Єдине, чого добилося Об'єднане князівство — це визнання турецьким султаном спадковості влади домнітора.

### Правління Кароля I

#### Князівство Румунія. Зовнішньополітична криза 1868
Переважаючі в Національних зборах консерватори підтримали Кароля I . Отримавши посаду домнітора, новий монарх перейменував Об'єднане князівство Валахії та Молдови в князівство Румунія. Посада домнітора була заміщена посадою князя. Це було закріплено в новій румунської конституції 1866, яку він підписав після того, як зайняв престол князівства. У порівнянні з конституцією 1864 ця була ліберальнішою.

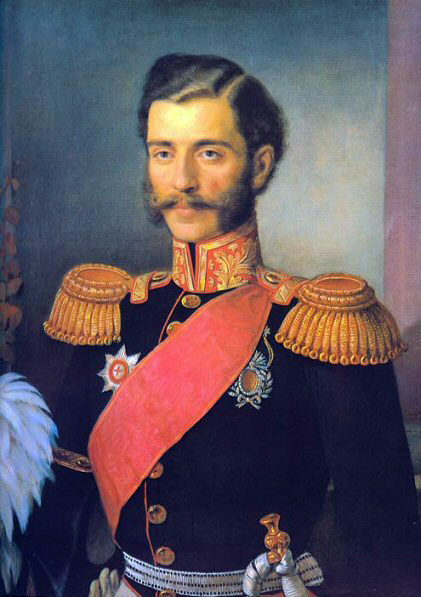
Голова Сербського князівства Михайло Обренович

 У перший рік свого правління Кароль I у своїй зовнішній політиці більше орієнтувався на Францію і Велику Британію, ніж на Росію, Сербію та Чорногорію. Навесні того ж року більшість місць у Національних зборах зайняли ліберали, при яких зовнішньополітична ситуація різко змінилася. Ліберали вважали, що британські і французькі дипломати підтримують Османську імперію, і Об'єднане князівство через них може потрапити тільки у велику залежність від турецького султана. У квітні 1867 князь Сербії Михайло Обренович спробував налагодити відносини з новим румунським монархом і відвідав Бухарест, але не зустрів підтримки з боку нової влади.
На думку нового керівництва країни, для того, щоб князівство здобуло незалежність, необхідно було налагодити відносини з супротивниками Франції, Великої Британії і Туреччини — Росією і Пруссією. Одночасно Франція і Пруссія, будучи суперниками, домагалися одного і того ж — посилення впливу Австро-Угорщини на Балканах і ослаблення позицій Росії в цьому регіоні. Для цього на Бухарест було надано дипломатичний тиск, який призвів до початку австрійсько-румунських переговорів. Проте переговори провалилися через суперечку про політичний статус Трансильванії, і французько-німецький план не був втілений в життя. Таким чином, Румунія опинилася в центрі політичних ігор великих держав. За посилення свого впливу в ньому боролися з одного боку Велика Британія і Франція, з іншого Росія і Пруссія, а третьою стороною стала Австро-Угорщина.
Зовнішньополітична криза навколо Об'єднаного князівства постійно загострюється. З'явилися чутки, що князівство Румунія готується проголосити свою незалежність 11 лютого 1868 року. Відразу після цього почали друкуватися листівки, в яких закликалося до об'єднання всіх християн Балканського півострова і боротьбі проти Туреччини. Бісмарк, союзник Кароля I, закликав його не поспішати з проголошенням незалежності і перетворити Об'єднане князівство в «Бельгію Південно-Східної Європи», тобто стати нейтральною стороною. Напружена ситуація в князівстві зберігалася протягом всієї весни. 10 травня 800 чоловік оточили палац Кароля I і провели мітинг під гаслом «хай живе єдина і незалежна Румунія!»
Ситуація ускладнилася тим, що в сусідній Болгарії розгорталося народно-визвольне повстання. Болгарські загони формувалися на терені Об'єднаного князівства, причому уряд країни закривав на це очі. У 1868 році Каролю I неодноразово висловлювали протест західні великі держави. Проте князь заперечував, що на терені князівства знаходяться болгарські склади зі зброєю і формуються повстанські загони. У середині липня Фуад-паша, відповідальний за Об'єднане князівство перед турецьким султаном, зажадав скликати надзвичайну комісію з розслідування стану в князівстві. До Дунаю знову почали стягуватися турецькі війська, але під тиском російської та німецької дипломатії турки змушені були відступити.
У підсумку на вимогу великих держав з Національних зборів були вигнані ліберали. Після виборів до зборів більшість голосів отримали помірні ліберали на чолі з Когелнічану. Новий парламент і кабінет міністрів проводили помірну зовнішню політику, що задовольняло усі сторони конфлікту.

#### Народні бунти
У 1869 були знову проведені переговори з Австро-Угорщиною з приводу укладення союзу, але вони провалилися. У результаті Об'єднане князівство зблизилося з Російською імперією. Тим часом французькі дипломати і раніше намагалися впливати на зовнішню політику князівства. Вони вимагали створення Дунайської федерації — об'єднаної румунсько-австрійської держави, спрямованої проти Росії. Усередині самого князівства ситуація зберігалася нестабільною. Болгарські воєнізовані формування постійно порушували кордони країни, зростало невдоволення селян. У країні поширювалися ідеї антимонархізму, в Бухаресті і Плоєшті постійно відбувалися виступи містян. У нестабільній ситуації в країні народ звинувачував Національні збори.
Народні мітинги і виступи в місті Плоєшті тривали до 1870 . 8 серпня того ж року в місті відбувся з'їзд лібералів, де обговорювалося повалення монархії і встановлення республіки Румунія. У ніч на 9 серпня в місті відбувся переворот, і до влади прийшли прихильники республіки. Була проголошена Республіка Плоєшті, яка існувала всього один день. Увечері в місто прибула регулярна румунська армія, яка заарештувала нову адміністрацію міста. Повстання було придушене, але в інших містах князівства бунти тривали.
Кароль I в такій ситуації 23 березня 1871 звернувся до членів Національних зборів з ультиматумом. Він зажадав налагодити ситуацію в країні, або він зречеться престолу. Це звернення викликало паніку в парламенті. Революційні події у Франції, створення Паризької комуни та масові заворушення в румунських містах змусили буржуазію, переважаючу в парламенті, йти на поводу у князя. Старий уряд помірних лібералів негайно подав у відставку. Було сформовано новий уряд консерваторів на чолі з Катарджіу. Консерватори відкрито почали проведення реакційної політики.

#### Зовнішня політика

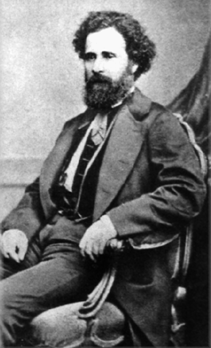
Іон Бретіану, прем'єр-міністр Румунського князівства з 1876 по 1881 рік, а також прем'єр-міністр Румунського королівства з 1881 по 1888 рік

У 1872 році, за підтримки російських і німецьких дипломатів було залагоджено політичний конфлікт з Грецією. Це завадило Італії, Османській імперії, Австро-Угорщині та іншим державам втрутитися у внутрішні справи Об'єднаного князівства. Проте восени того ж року Османська імперія запропонувала зрівняти князівство в правах зі звичайними провінціями імперії. Проте вона була змушена відмовитися від цього плану через втручання в конфлікт Росії і Німеччини.
У 1873 році вибухнула економічна криза, що торкнулася і Об'єднаного князівства. До того моменту Османська імперія переживала занепад, що позначалося і на її васальних державах. З метою відвернути маси румунського народу від цих та інших складних проблем, уряд Об'єднаного князівства і Кароль I почали вести переговори з великими державами про можливе проголошення незалежності князівства. Не отримавши міжнародної підтримки і зустрівши опір з боку румунських консерваторів і лібералів, лідери держави відмовилися від такої ідеї. У 1872 році в Берліні і Санкт-Петербурзі були відкриті перші румунські посольства. З метою продемонструвати незалежну від Туреччини політику, в 1875 році уряд князівства підписав з Австро-Угорщиною невигідний Румунії торговий договір. У Об'єднане князівство хлинув потік більш дешевої австрійської продукції, що завдало шкоди національній румунської промисловості. У такому ж дусі були підписані й інші міжнародні угоди. Так, угода з Німеччиною про спорудження залізниці Кишинів — Ясси — Іцькани — Бурдужень провалилася. З'ясувалося, що гроші, які виділяються на будівництво залізниці, привласнювалися румунськими підприємцями. Після цього угоду було розірвано, що викликало новий міжнародний скандал. До 1877 в країні і навколо неї зберігалося більш-менш стабільне становище.

#### Війна за незалежність і Румунське королівство

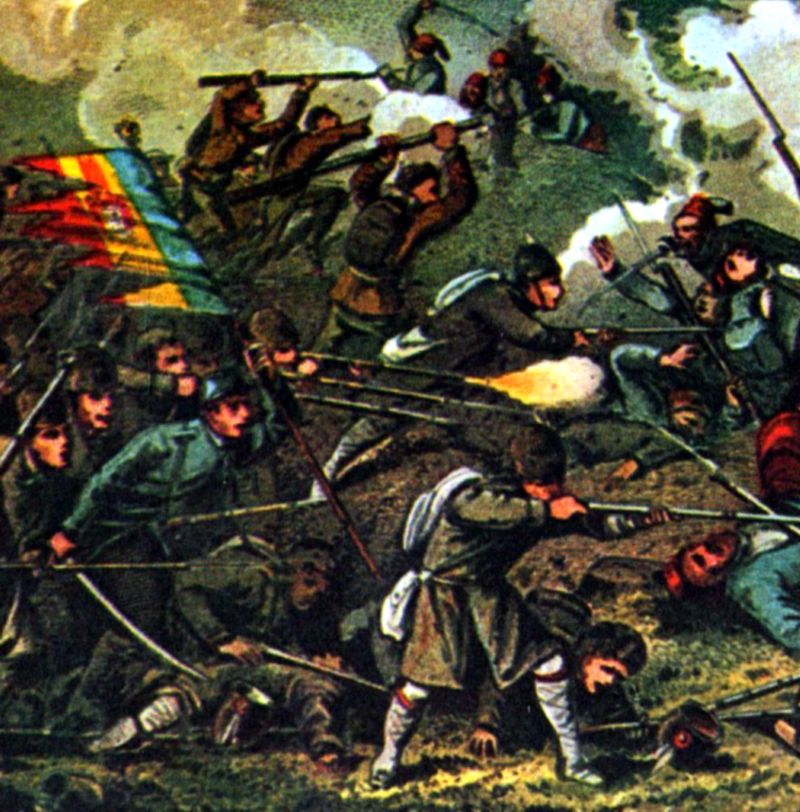
Румунська піхота в битві біля Плевни

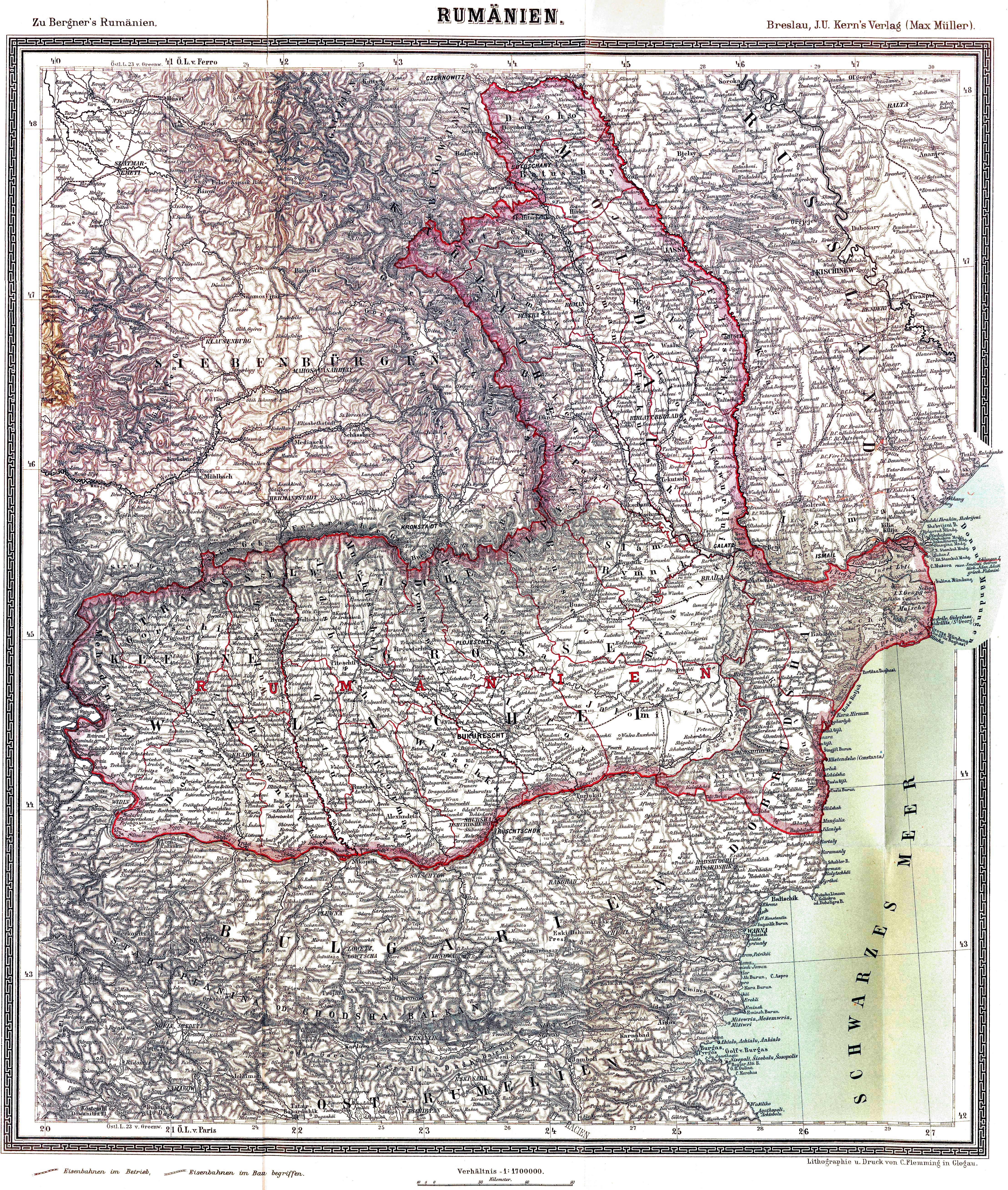
Об'єднане князівство Валахії і Молдови після підписання Сан-Стефанського договору 1878 р., за яким Румунія набула Північну Добруджу, але втратила на користь Росії південь Буджаку

Коли 24 квітня 1877 року Російська імперія оголосила війну Туреччині, її підтримали васальні держави Османської імперії, в тому числі і Румунія. Для неї це було шансом здобути незалежність. Михайло Когелнічану, що був тоді міністром закордонних справ, особисто дозволив російським військам перебувати на території Об'єднаного князівства. До того часу російський імператор Олександр II прибув в князівство для командування російськими військами в Плоєшті. 11 травня в Національних зборах відбулося голосування, на якому було прийнято рішення оголосити Османські імперії війну.
20 травня на румунсько-турецькому кордоні почалися перші зіткнення. З південного берега Дунаю турецька артилерія почала вести обстріл населених пунктів противника. У відповідь з боку Румунії був обстріляний Відін . 21 травня в Національних зборах було прийнято рішення розірвати будь-які стосунки з Османською імперією і проголосити незалежність. Проте румунські війська почали активні військові дії тільки з серпня. Це пояснювалося браком військ у російської армії, в результаті до боїв були залучені румуни. Надалі румунські солдати і офіцери на рівних з російськими брали участь у бойових діях. Так, князь Об'єднаного князівства Кароль I при облозі Плевни виконував обов'язки головнокомандувача.
Російсько-турецька війна завершилася 3 березня 1878 року . Її завершення ознаменувалося дипломатичним скандалом між Росією та Румунією. Російський уряд заявив про намір повернути до складу імперії території, втрачені після Кримської війни — три повіти в Південній Бессарабії. В обмін російська сторона обіцяла передати Об'єднаному князівству Добруджу, відвойовану у Туреччини. Кароль I і Михайло Когелнічану відмовилися піти на територіальний обмін між двома державами. У відповідь Росія пригрозила насильно роззброїти всю румунську армію і ввела свої війська в Кагульський, Ізмаїльський та Болградський повіти. Пізніше вона оголосила ці терени своїми, що було зафіксовано в Сан-Стефанському і Берлінському договорах.
У 1878 році, згідно з Сан-Стефанському договору, князівство Румунія отримало повну незалежність. У Берлінському договорі, де переглядалися підсумки війни, Румунія повторно була визнана незалежною державою. Також повторно визнавалася анексія Румунією Добруджі і Росією Буджаку.

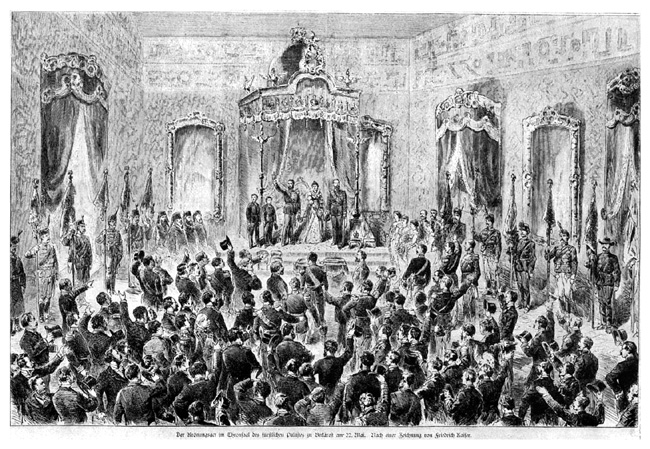
Коронація Кароля I

За три роки після здобуття незалежності до конституції були внесені поправки, завдяки яким Кароль I міг стати королем. 10 травня 1881 року, в день, коли Кароль I прибув до Бухареста і проголосив себе князем, відбулася коронація. Об'єднане князівство перетворилося на Румунське королівство .

## Соціально-економічна історія

### Суспільство
У князівстві було введено єдину обов'язкову безкоштовну початкову освіту. Всього існувало три ступені освіти: початкова (4 роки), середня (7 років) і вищу (3 роки). Однак на практиці цього не було досягнуто через відсутність викладачів і належної фінансової підтримки держави. Нижчий клас населення — селяни — не могли отримати початкову освіту через своє становище в суспільстві. Середній клас населення мав переваги в середній освіті. З вищих навчальних закладів в Об'єднаному князівстві працювали два університети в Яссах і Бухаресті, дві консерваторії (там само) і Вища школа доріг і мостів у Бухаресті. У 1866 році була відкрита Румунська академія — установа, утворена для розвитку науки і культури.

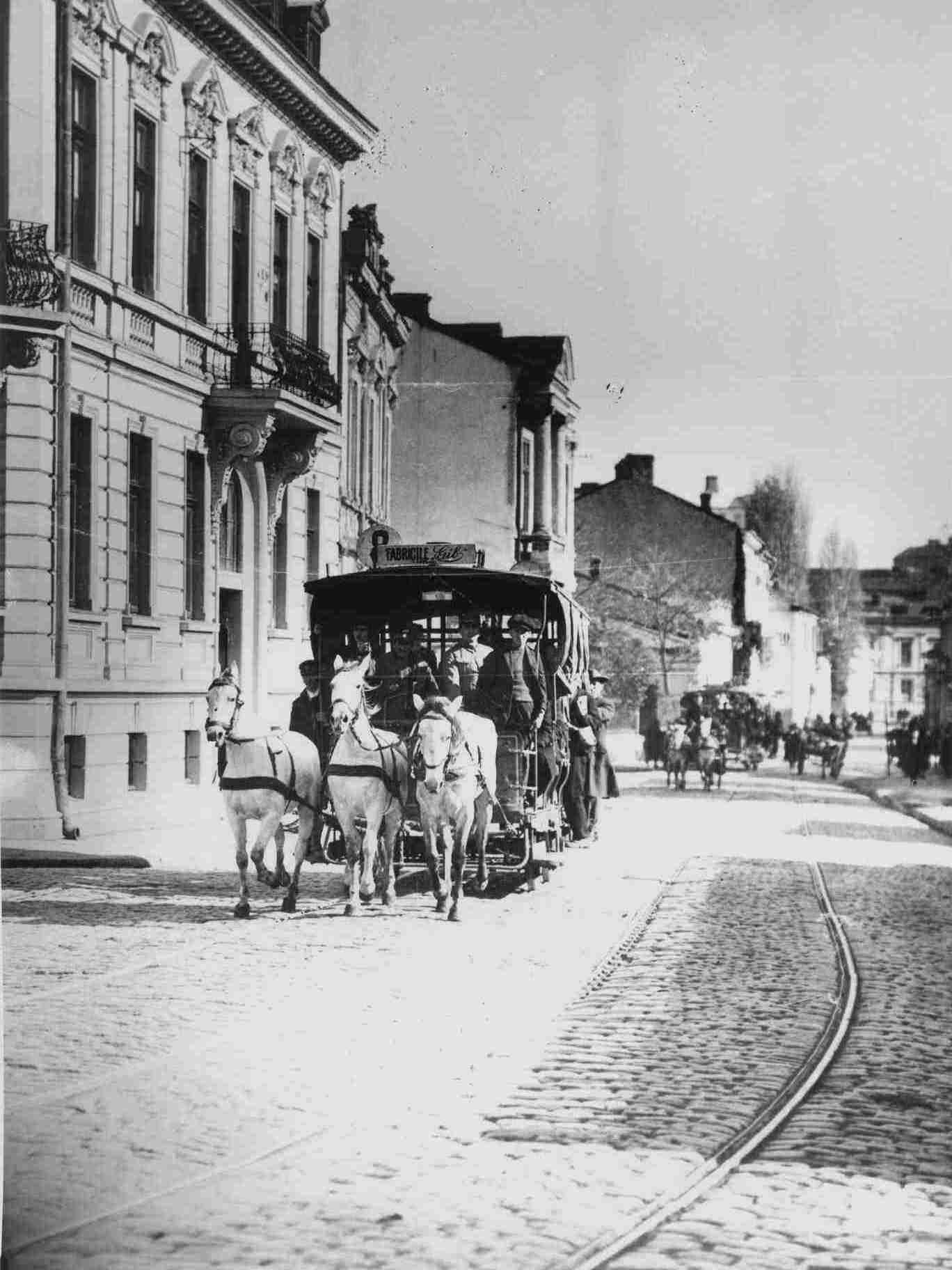
Вулиці Бухареста в другій половині XIX століття

В Об'єднаному князівстві через панрумунські ідеї, що недавно зародилися, велика увага приділялася літературі та історії. У роки існування держави працювали такі румунські історики, як А. Папуй-Іларіон, М. Когелнічану, Н. Йорга, Б. П. Хашдеу, А. Ксенопол. З румунських хіміків того періоду найбільш відомими були П. Поні і К. Істраті, з математиків — Д. Ціцейка, Д. Помпею та Є. Ріез, з біологів — Е. Раковіце, Г. Антипа, К. Домейля, Н. Крецулеску і В. Бабеша, з економістів — П. Ауреліан та І. Гіку.
Т. Вуя, А. Влайков і Х. Коанде займалися розвитком повітроплавання і суднобудування країни. Геолог Л. Мразек опублікував свої праці про походження покладів нафти на чорноморському узбережжі Об'єднаного князівства. Відомим в той час румунським філософом був В. Конта.
В Об'єднаному князівстві видавалося велика кількість періодичних видань. Це були як газети, так і журнали різної спрямованості. Більшість цих видань почало виходити ще після революцій 1848 року, але після об'єднання Дунайських князівств цензура не була настільки сильна, як в період з 1848 по 1859 рік. Всього в князівстві видавалося до 20 000 різних книг і періодичних видань.

### Управління

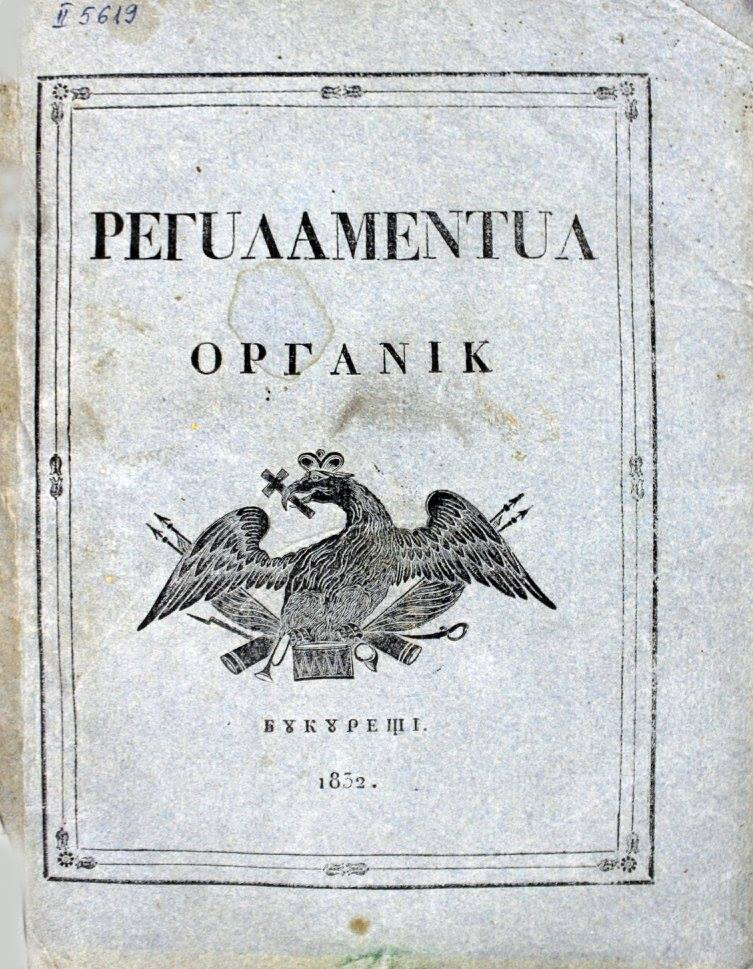
Органічний регламент був введений в Дунайських князівствах ще за П. Д. Кисельова. Як конституції він використовувався до 1864 року

Главою князівства був домнітор (з 1866 року — князь). Коли Об'єднане князівство було частиною Османської імперії, домнітор мав обмежені права. Він не міг встановлювати прямі дипломатичні контакти з зовнішніми сусідами, нагороджувати і засновувати нагороди, не підкорятися указам зі Стамбула. Після отримання незалежності Румунією в 1878 році привілеї князя обмежувалися тільки конституцією, ззовні вплинути на нього ніхто не мав права.
В Об'єднаному князівстві існувало свій уряд, що було вищим виконавчим органом влади. У країні був однопалатний парламент (Національні збори Румунії), який обирається народом. При Кароль I він став двопалатним. Національні збори могло шукати нового домнітора, якщо зі старим щось трапиться і він не зможе керувати князівством. В Об'єднаному князівстві за історію його існування були дві конституції: конституція Кузи 1864 року і конституція Кароля I 1866 року. До 1864 року Молдова і Валахія керувалися Органічним регламентом та Конвенцією великих держав 1858 року. Конституція Олександру Кузи давала більше прав в управлінні країною домнітору, так як на той час у державі відбувалося протистояння між монархом і «Жахливою коаліцією». Конституція Кароля I була прийнята їм за сприяння опозиційних до Кузи лібералів, тому вийшла ліберальнішою. У 1881 році Каролем I до конституції були внесені деякі зміни, завдяки чому він зміг стати королем.

### Армія

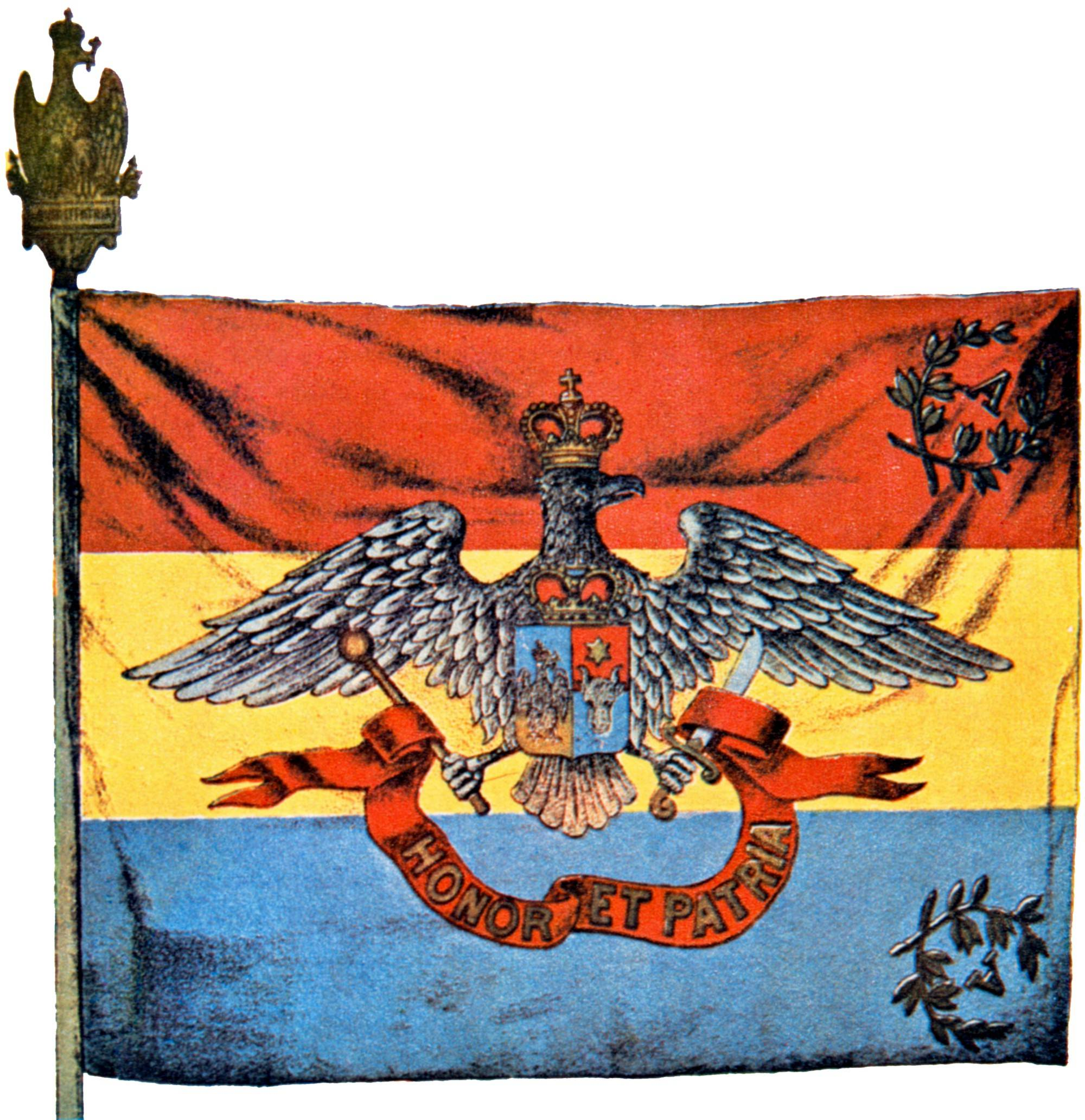
Бойовий прапор збройних сил Об'єднаного князівства при Олександрі Кузі

Основи збройних сил Об'єднаного князівства Валахії і Молдови були закладені під час правління Кисельова. Так як з 1711 року Дунайським князівствам було заборонено мати армію, то першими мілітаризованим підрозділами стали поліцейські загони. У Валахії вони називалися «поліція», а в Молдові — «жандармерія». Також у першій половині XIX століття Кисельовим була закладена основа сучасних прикордонних військ Румунії. Вже після об'єднання князівств у результаті реформ Олександру Кузи в Об'єднаному князівстві з'явилася регулярна армія. У період двовладдя (1859—1861), коли Валахія і Молдова юридично ще існували як дві окремі держави, в кожному з князівств були свої збройні сили. У Молдовському князівстві був всього один полк піхоти чисельністю 1552 людини, який охороняв кордони держави і допомагав жандармерії. У Валахії кожен полк також налічував 1 552 людини, але їх було кілька. Там, на відміну від Молдови, збройні сили ділилися на три роди військ: кавалерія, інфантерії і артилерія. Однак три волоських і один молдовський полк не були всіма збройними силами князівства. Чисельність армії могла бути збільшена до декількох десятків тисяч чоловік за рахунок призову в армію резервних сил [3].
В Об'єднаному князівстві призову підлягали всі жителі сіл, частина містян і частина дворянства. Призивалися чоловіки у віці 20-30 років. Виняток становили селяни, батьки яких загинули або не в змозі прогодувати себе. Термін служби становив 6 років. Селяни, молоді дворяни і містяни призивалися до армії як рядові й піхота. Стати офіцерами могли тільки дворяни.

### Економіка
До 1848 року Дунайські князівства були суто аграрними державами. Після революцій 1848 року розвиток капіталістичних відносин швидко прискорився, і до 1863 року вже в Об'єднаному князівстві Валахії і Молдови працювало 7849 промислових і 30 000 комерційних підприємств. Однак у своїй більшості промислові підприємства займалися переробкою сільськогосподарської сировини, а не виробництвом товару. Розвиток підприємств та збільшення виробництва призвело до потреби поліпшувати шляхи сполучення. У роки існування князівства почалося спорудження перших в Румунії шосе, механічних мостів і телеграфних ліній. З'явилися перші в країні торгові доми. Попри це, Об'єднане князівство залишалося лише джерелом сировини для західних держав. Його економічний розвиток йшов дещо іншим шляхом, ніж у Західній Європі.

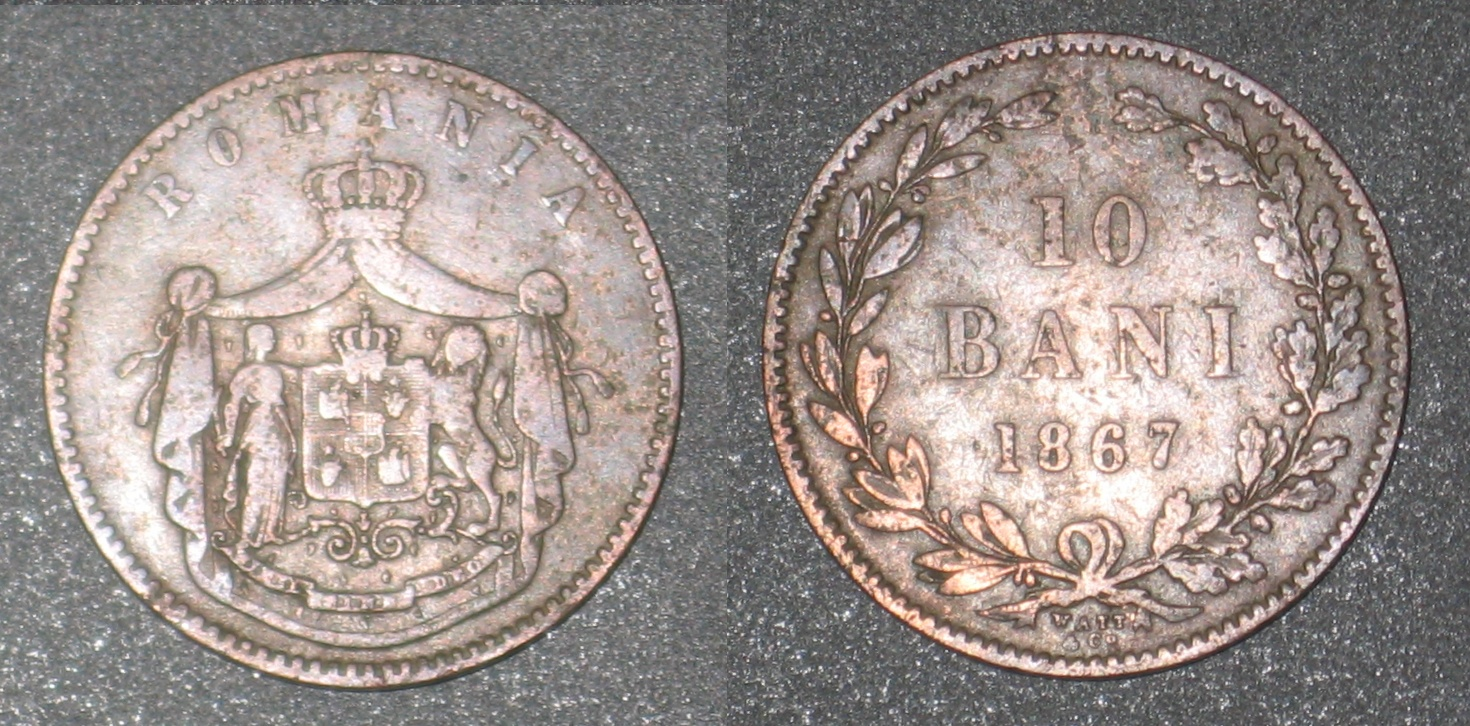
10 румунських баней 1867 року

У князівстві в основному використовували найману працю. З декількох тисяч підприємств лише 33 були оснащені паровими машинами, на інших робітники працювали вручну. Склалася нова капіталістична система відносин між підприємцем і найманим робітником.
Загалом румунська економіка другої половини XIX століття розвивалася швидкими темпами. Піддавшись економічній кризі 1873 року, її темпи розвитку уповільнилися, але не зупинилися. Крім економічних факторів, на економіку Об'єднаного князівства впливали зовнішньополітичні. Прагнучи продемонструвати незалежну від Османської імперії політику, Кароль I і його оточення неодноразово укладали невигідні для Румунії договори. Так, договір з німецькою компанією про спорудження залізниці провалився, оскільки з'ясувалося, що за рік не були проведені навіть підготовчі роботи. Договір з Австро-Угорщиною підірвав національну румунську економіку, оскільки з більш промислово розвиненої Австрії в Об'єднане князівство завозилися дешеві та якісні товари. Також були підписані торговельні договори і з іншими державами — Німецької імперією, Російською імперією, Італією та ін.

### Російською
- Очерки политической истории Румынии (1859—1944). — Кишинёв, 1985.
- Краткая история Румынии. С древнейших времён до наших дней / В. П. Виноградов. — М. : Наука, 1987.

### Румунською
- Istoria Poporului Român — Biblioteca de Istorie. — Editura Ştiinţifică, 1970.
- Sorin Liviu Damean. Carol I al României, 1866—1881. — Bucureşti : Editura Paideia, 2000.
- Vlad Georgescu. Istoria ideilor politice româneşti (1369—1878). — Munich, 1987.